# No Good (Start the Dance)
No Good (Start the Dance) – tytuł utworu i ósmego singla brytyjskiej formacji The Prodigy. Singel został wydany 16 maja 1994 r., na dwa miesiące przed premierą albumu Music for the Jilted Generation. Płyta dotarła do 4. pozycji na liście najlepiej sprzedających się singli w Wielkiej Brytanii.

## Lista utworów

### XL recordings

#### 12" vinyl (XLT 51)
1. "No Good (Start the Dance)" (Original Mix) – 6:22
2. "No Good (Start the Dance)" (Bad for You Mix) – 6:52 (remixed by Liam Howlett)
3. "No Good (Start the Dance)" (CJ Bolland Museum Mix) – 5:14

#### CD singel (XLS 51 CD)
1. "No Good (Start the Dance)" (Edit) – 4:01
2. "No Good (Start the Dance)" (Bad for You Mix) – 6:52 (remixed by Liam Howlett)
3. "No Good (Start the Dance)" (CJ Bolland Museum Mix) – 5:14
4. 'No Good (Start the Dance)" (Original Mix) – 6:22

### Sony/Dancepool
1. "No Good (Start the Dance)" (Edit) – 4:01
2. "No Good (Start the Dance)" (CJ Bolland's Mix) – 5:14
3. "One Love" (Jonny L Remix) – 5:10
4. "Jericho" (Genaside II Remix) – 5:45
5. "G-Force" (Energy Flow) – 5:18